# Bad Wimpfen
Bad Wimpfen  est une ville de Bade-Wurtemberg (Allemagne), située dans l'arrondissement de Heilbronn, dans la Région de Heilbronn-Franconie, dans le district de Stuttgart. En 2008, la ville comptait 6 930 habitants.
Bad Wimpfen est une ville d'eau. Elle est située sur le Neckar. Longtemps nommée simplement Wimpfen, elle prit son nom actuel de Bad Wimpfen en 1930.
Au pied de la colline où elle s'est établie, s'étendent les salines de Ludwigshalle. Leur exploitation fit la richesse de toute la région, en premier lieu l'agglomération de Bad Wimpfen im Tal, dans la vallée, groupée autour d'une ancienne collégiale.

## Histoire
Le site a été occupé par les Celtes, puis par les Romains, qui y construisirent à proximité une ville de garnison, chef-lieu de la Civitas Alisinensium.
La ville est citée pour la première fois en 829 sous le nom de Wimpina comme appartenant à l'évêché de Worms.
Sous les Hohenstaufen, la ville devint l'un des Palatinats impériaux, série de châteaux d'où les empereurs administraient l'Empire. À ce titre, Frédéric Barberousse y séjourna en 1182, puis Henri VI, Frédéric II et son fils Henri VII. C'est là que celui-ci fut déposé par son père pour insoumission en 1235.
La ville devint ensuite une ville libre d'Empire en 1300 et souffrit beaucoup de la guerre de Trente Ans La bataille de Wimpfen, une des plus sanglantes de la guerre, eut lieu à proximité en 1622 et vit Tilly défaire le margrave de Bade.
En 1803, à la suite du Recès d'Empire, la ville fut médiatisée au profit du grand-duché de Bade. Mais comme l'évêché de Wimpfen im Tal l'avait été au profit du grand-duché de Hesse, de nombreux conflits de souveraineté survinrent. Ils furent réglés par un échange de territoire entre les deux grands-duchés : Wimpfen passa en 1805/1806 à la Hesse et devint ainsi une enclave de celle-ci au milieu du grand-duché de Bade. Cette situation s'avéra particulièrement confortable pour la ville, qui lui permit de s'auto-administrer pendant 140 ans.
Ce n'est qu'après la Seconde Guerre mondiale que cet état de fait changea : en 1945, les Länder de Grande-Hesse et de Wurtemberg-Bade furent créés par le gouvernement militaire américain, Wimpfen, appartenant au premier, devenant complètement enclavée dans le dernier. La ville fut d'abord simplement administrée par le Wurtemberg-Bade, avant d'y être officiellement incorporée en 1951. Un plébiscite eut lieu un mois plus tard sur la question : 41 % votèrent pour le retour à la Hesse et 57 % choisirent de rester en Wurtemberg-Bade (lui-même fusionné en 1952 au sein du Bade-Wurtemberg).

## Station thermale
La vocation thermale de Bad-Wimpfen émergea lors de la construction des salines de la Ludwigshalle en 1817. Le premier hôtel thermal fut ouvert en 1835. L'arrivée du chemin de fer dans les années 1860 accéléra les choses, et Wimpfen devint un endroit très prisé et visité par le tourisme thermal.

## Personnalités liées à la commune
- Ignaz von Beecke

## Jumelage
- Servian (commune de l' Hérault) (France) depuis 1967
- Sopron (Hongrie) depuis 1951